# 볼고그라드주

볼고그라드주의 소형 국장

볼고그라드주(러시아어: Волгоградская область, IPA: [vəɫɡɐˈgratskəjə ˈobɫəsʲtʲ])는 러시아의 (주) 연방주체이며 러시아 남부의 볼가 하류지역에 위치한다. 행정중심는 볼고그라드이다. 2021년 인구 조사에 따르면 주 인구는 2,500,781명 이었다.

## 지리
볼고그라드 주는 사라토프주(29.9%), 로스토프주(26,8%), 아스트라한주(11.4%), 보로네시주(11.3%), 칼미키야 공화국(10.9%), 카자흐스탄(9.7%)에 접해 있다.

## 행정 구역

### 군
- 알렉세옙스키 군 (Алексеевский)
- 비콥스키 군 (Быковский)
- 체르니시콥스키 군 (Чернышковский)
- 다닐롭스키 군 (Даниловский)
- 두봅스키 군 (Дубовский)
- 프롤롭스키 군 (Фроловский)
- 고로디셴스키 군 (Городищенский)
- 일로블린스키 군 (Иловлинский)
- 칼라촙스키 군 (Калачёвский)
- 카미신스키 군 (Камышинский)
- 키크비젠스키 군 (Киквидзенский)
- 클레츠키 군 (Клетский)
- 코텔니콥스키 군 (Котельниковский)
- 코톱스키 군 (Котовский)
- 쿠밀젠스키 군 (Кумылженский)
- 레닌스키군 (Ленинский)
- 미하일롭스키 군 (Михайловский)
- 네하옙스키 군 (Нехаевский)
- 니콜라옙스키 군 (Николаевский)
- 노보아닌스키 군 (Новоаннинский)
- 노보니콜라예스키 군 (Новониколаевский)
- 옥탸브리스키 군 (Октябрьский)
- 올홉스키 군 (Ольховский)
- 팔라솝스키 군 (Палласовский)
- 루드냔스키 군 (Руднянский)
- 세라피모비치스키 군 (Серафимовичский)
- 스레드네아흐투빈스키 군 (Среднеахтубинский)
- 스타브로폴탑스키 군 (Старополтавский)
- 수로비킨스키 군 (Суровикинский)
- 스베틀로야르스키 군 (Светлоярский)
- 우류핀스키 군 (Урюпинский)
- 옐란스키 군 (Еланский)
- 지르놉스키 군 (Жирновский)

## 인구
볼고그라드주의 인구는 2005년에는 265만 5,200명이었다. 1인당 인구밀도가 2005년에는 23,3명/km2였다. 인구의 75,3%가 도시에 밀집되어 있었다.
| 민족           | 2002년도의 인구 수 (*보관됨 2012-01-26 - 웨이백 머신) |
| -------------- | ----------------------------------------------------- |
| 러시아인       | 2399,3 (88,9 %)                                       |
| 우크라이나인   | 56,3 (2,1 %)                                          |
| 카자흐인       | 45,3 (1,7 %)                                          |
| 타타르인       | 28,6 (1,1 %)                                          |
| 아르메니아인   | 27,0 (1,0 %)                                          |
| 독일인         | 17,1                                                  |
| 아제르바이잔인 | 14,3                                                  |
| 체첸인         | 12,3                                                  |
| 벨라루스인     | 12,2                                                  |
| 추바시인       | 8,4                                                   |
| 집시           | 7,3                                                   |
| 한국인         | 6,1                                                   |
| 마리인         | 6,0                                                   |
| 튀르키예인     | 4,0                                                   |
| 모르드바인     | 3,6                                                   |
| 조지아인       | 3,5                                                   |
| 몰도바인       | 3,4                                                   |
| 우드무르트인   | 3,1                                                   |
| 우즈베크인     | 3,0                                                   |
| 다르긴인       | 2,6                                                   |
| 아바르인       | 2,1                                                   |
| 타지크인       | 2,1                                                   |
| 레즈긴인       | 2,0                                                   |
| 유대인         | 1,9                                                   |
| 칼미크인       | 1,6                                                   |
| 폴란드인       | 1,3                                                   |
| 바시키르인     | 1,1                                                   |
| 예지디인       | 1,1                                                   |
| 오세트인       | 1,0                                                   |

| 연도                | 인구      | ±%     |
| ------------------- | --------- | ------ |
| 1926                | 1,408,419 | —      |
| 1939                | 2,287,535 | +62.4% |
| 1959                | 1,853,928 | −19.0% |
| 1970                | 2,322,910 | +25.3% |
| 1979                | 2,475,245 | +6.6%  |
| 1989                | 2,593,944 | +4.8%  |
| 2002                | 2,699,223 | +4.1%  |
| 2010                | 2,610,161 | −3.3%  |
| 2021                | 2,500,781 | −4.2%  |
| Source: Census data |           |        |